# Alfa Doradus
Alfa Doradus  (α Doradus, α Dor) è la stella più luminosa nella costellazione del Dorado. Si tratta di una stella doppia, composta da una coppia di giganti, rispettivamente di magnitudine 3,8 e 4,3, con la secondaria che ruota intorno alla primaria in 12 anni su un'orbita molto eccentrica; la distanza fra le due componenti varia infatti da 1,9 a 17,5 U.A..

## Osservazione
La sua posizione è fortemente australe e ciò comporta che la stella sia osservabile prevalentemente dall'emisfero sud, dove si presenta circumpolare già dalle regioni temperate; dall'emisfero nord la sua visibilità è invece limitata alle regioni temperate meridionali e alla fascia tropicale
Con una magnitudine pari a  3,6, è visibile ad occhio nudo. La si può osservare anche dai piccoli centri urbani senza difficoltà, sebbene un cielo non eccessivamente inquinato sia maggiormente indicato per la sua individuazione.
Il periodo migliore per la sua osservazione nel cielo serale ricade nei mesi compresi fra fine ottobre e aprile; nell'emisfero sud è visibile per un periodo maggiore, grazie alla declinazione australe della stella, mentre nell'emisfero nord può essere osservata in particolare durante i mesi dell'estate boreale.

## Caratteristiche fisiche

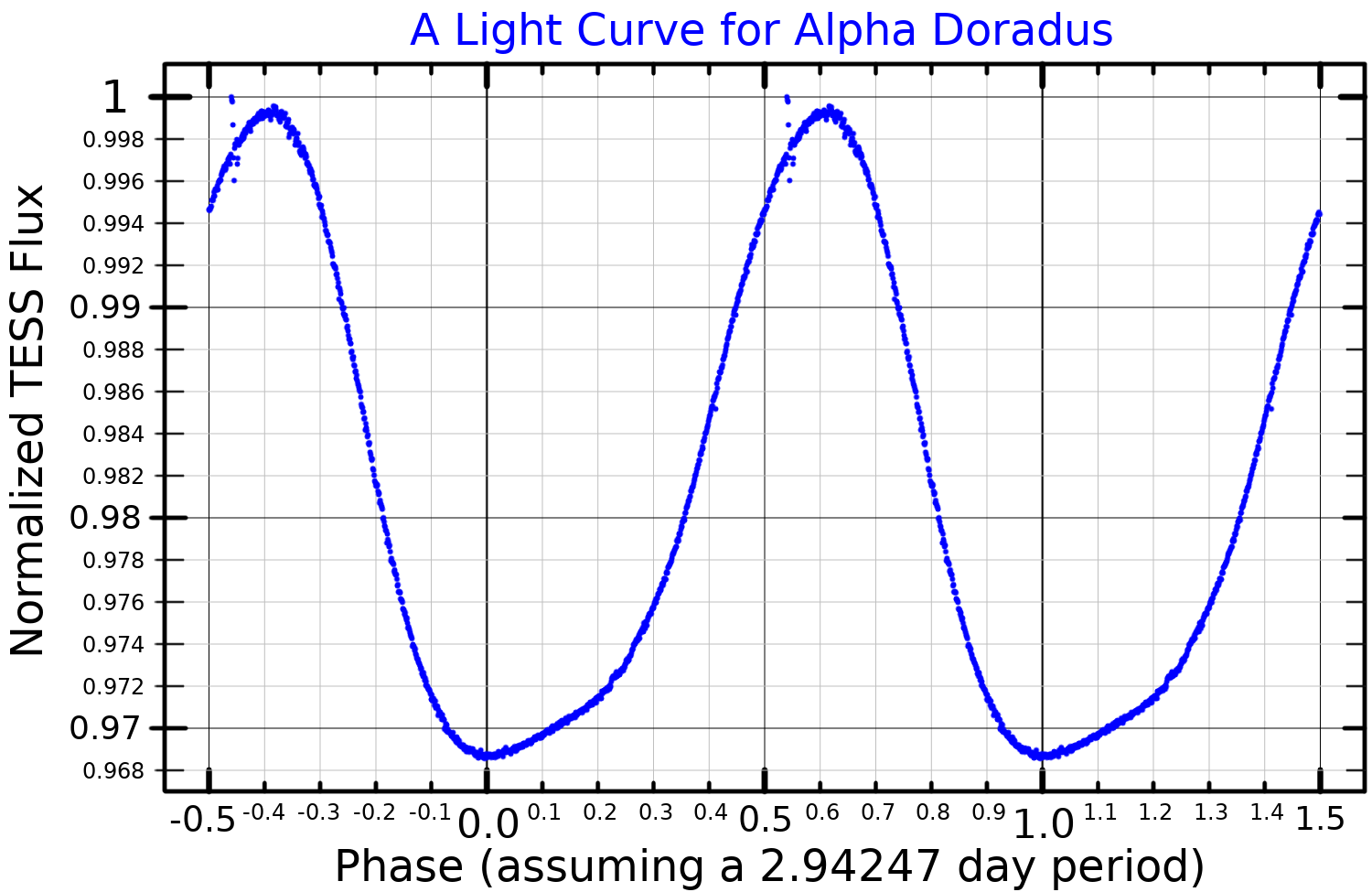
Curva di luce dai dati del telescopio spaziale TESS.

Vista dalla Terra, Alfa Doradus appare di magnitudine 3,3, con variazioni tra 3,26 e 3,31. È infatti una variabile Alfa2 Canum Venaticorum.
È una stella binaria formata da due componenti:
- Alfa Doradus A: è una stella gigante bianca di classe spettrale A0, che possiede una luminosità pari a 157 volte quella solare, una massa tre volte superiore e un raggio di 2,8 raggi solari. La temperatura superficiale è insolitamente alta per una stella di classe spettrale A0, corrispondente più ad una stella di classe B, come la compagna: questo fa presupporre che la luce della primaria sia "contaminata" da quella della secondaria, conducendo a un errore di stima della temperatura[2];
- Alfa Doradus B: è una stella subgigante blu di classe spettrale B9: possiede una massa che è quasi il triplo di quella solare, mentre il raggio misura il doppio[2];

La principale mostra un indice insolitamente alto di silicio: grazie al fatto che il silicio si raccoglie in particolari zone della superficie stellare, è stato possibile misurare il periodo di rotazione della primaria, di circa 2,95 giorni; le due stelle orbitano una intorno all'altra in 12 anni.